# Liste des anciennes communes de la province de Groningue
En 1812, la province néerlandaise de Groningue compte 62 communes. Depuis 2021, elles sont au nombre de 10.

## Liste des fusions des communes de Groningue

### 2021
- Appingedam > Eemsdelta*
- Delfzijl > Eemsdelta*
- Loppersum > Eemsdelta*

### 2019
- Bedum > Het Hogeland*
- De Marne > Het Hogeland*
- Eemsmond > Het Hogeland*
- Grootegast > Westerkwartier*
- Haren > Groningue
- Leek > Westerkwartier*
- Marum > Westerkwartier*
- Ten Boer > Groningue
- Winsum > Het Hogeland* et Westerkwartier*
- Zuidhorn > Westerkwartier*

### 2018
- Bellingwedde > Westerwolde*
- Hoogezand-Sappemeer > Midden-Groningue*
- Menterwolde > Midden-Groningue*
- Slochteren > Midden-Groningue*
- Vlagtwedde > Westerwolde*

### 2010
- Reiderland > Oldambt*
- Scheemda > Oldambt*
- Winschoten > Oldambt*

### 1992
- Hefshuizen > Eemsmond - modification du nom officiel
- Ulrum > De Marne - modification du nom officiel

### 1991
- Beerta > Reiderland - modification du nom officiel
- Oosterbroek > Menterwolde - modification du nom officiel

### 1990
- Adorp > Winsum
- Aduard > Zuidhorn
- Baflo > Winsum
- Bierum > Delfzijl
- Eenrum > Ulrum
- Ezinge > Winsum
- Finsterwolde > Beerta
- Grijpskerk > Zuidhorn
- Kantens > Hefshuizen
- Kloosterburen > Ulrum
- Leens > Ulrum
- Meeden > Oosterbroek
- Middelstum > Loppersum
- Midwolda > Scheemda
- Muntendam > Oosterbroek
- Nieuwe Pekela > Pekela*
- Nieuweschans > Beerta
- Nieuwolda > Scheemda
- Oldehove > Zuidhorn
- Oldekerk > Grootegast
- Oude Pekela > Pekela*
- Stedum > Loppersum
- 't Zandt > Loppersum
- Termunten > Delfzijl
- Usquert > Hefshuizen
- Warffum > Hefshuizen

### 1979
- Uithuizen > Hefshuizen*
- Uithuizermeeden > Hefshuizen*

### 1969
- Hoogkerk > Groningue
- Noorddijk > Groningue
- Onstwedde > Stadskanaal - modification du nom officiel
- Wildervank > Stadskanaal et Veendam

### 1968
- Bellingwolde > Bellingwedde*
- Wedde > Bellingwedde*

### 1965
- Noordbroek > Oosterbroek*
- Zuidbroek > Oosterbroek*

### 1949
- Hoogezand > Hoogezand-Sappemeer*
- Sappemeer > Hoogezand-Sappemeer*

### 1826
- Siddeburen > Slochteren

### 1822
- Bourtange > Vlagtwedde

### 1821
- Harkstede > Slochteren
- Westerlee > Scheemda
- Windeweer > Hoogezand

## Référence et source
- (nl) Ad van der Meer et Onno Boonstra, Repertorium van Nederlandse gemeenten 1812-2006, DANS Data Guide 2, La Haye, 2006